# Wings of Alaska
Wings of Alaska — колишня американська авіакомпанія місцевого значення зі штаб-квартирою у місті Джуно (Аляска, США), що виконує регулярні пасажирські та чартерні перевезення між невеликими аеропортами штату Аляска
Припинила діяльність 13 березня 2017 року

## Історія
Авіакомпанія Wings of Alaska була створена в 1982 році як незалежний авіаперевізник, що забезпечує регулярне пасажирське сполучення між малими аеропортами Аляски, а також для виконання чартерних польотів на екскурсійних маршрутах у південно-східній частині штату. Компанія експлуатує невеликі літаки, до числа яких не входять реактивні лайнери, тому пасажирам пропонуються значно більш низькі тарифи на авіаквитки в порівнянні з авіакомпаніями регіонального рівня, які працюють на аналогічних і пересічних напрямах маршрутних мереж.
На початку 2000-х років керівництво Wings of Alaska підписало партнерську угоду (код-шерінг) з магістральною авіакомпанією Alaska Airlines, що дозволило інтегрувати власну маршрутну мережу регулярних рейсів з маршрутною мережею перевезень магістрала.
Авіакомпанія також має дочірній підрозділ, що займається вантажними авіаперевезеннями по населених пунктах південно-східній частині Аляски, штаб-квартира якого знаходиться у місті Джуно.

## Маршрутна мережа
У вересні 2009 року авіакомпанія Wings of Alaska виконувала регулярні пасажирські рейси за наступними пунктами призначення:
- Джуно (JNU) — Міжнародний аеропорт Джуно
- Ексершен-Інлет (EXI) — Гідроаеропорт Ексершен-Інлет
- Кейк (KAE) — Аеропорт Кейк
- Густавус (GST) — Аеропорт Густавус
- Хейнс (HNS) — Аеропорт, Хейнс
- Хуна (HNH) — Аеропорт Хуна
- Скагвай (SGY) — Аеропорт Скагвай

## Флот
Станом на квітень місяць 2010 року повітряний флот авіакомпанії Wings of Alaska складався з таких літаків:
- 3 Cessna Grand Caravan — місткістю до дев'яти пасажирів;
- 3 Cessna 207 — місткістю до п'яти пасажирів.